# 2012년 미국 대통령 선거 민주당 후보 경선
2012년 민주당 대통령 후보 경선은 2012년 미국 대통령 선거에 나설 민주당의 정·부통령 후보를 선출하기 위한 절차를 말한다. 민주당은 2012년 1월 3일부터 6월 5일까지 대통령 후보를 선출할 전당대회 대의원을 선출하였으며, 9월 4일부터 9월 6일까지 사흘 동안 개최된 민주당 제46차 전당대회에서 대통령 후보를 선출하였다. 2016년 9월 5일 버락 오바마 대통령이 2008년에 이어 민주당의 대통령 후보로 선출되었다.

## 배경
2008년 미국 대통령 선거에서 민주당 후보로 당선된 버락 오바마 대통령은 당원들로부터 높은 인기를 누리며 재선이 확실시되고 있었다. 이같은 상황에서 힐러리 클린턴을 비롯한 당내 대선 주자들은 모두 출마하지 않고 오바마를 지지하였으나, 일부 군소 후보들이 경선에 참여하기도 하였다.
오바마 외에 경선 참여를 선언한 후보로는 옥중에서 출마한 수형수 키스 주드, 낙태 반대 운동가 랜들 테리, 작가 다시 리처드슨, 전 대학 교수 짐 라저스, 무정부주의 운동가 버민 수프림, 변호사 존 울프 등이 있었다. 이들 군소 후보들은 모두 정치적으로 전혀 인지도가 없는 인물들이라 특별한 관심을 받지 못했으나, 일부 지역에서는 반오바마 성향 당원들의 표를 얻어 대의원 획득 요건을 충족하는 득표율을 받기도 하였다.
- 오클라호마 경선에서 테리 후보는 18%, 라저스 후보는 14%를 득표하여 각각 7명과 3명의 대의원을 전당대회에 참석시킬 수 있게 되었다. 그러나 민주당 오클라호마주당은 서류 미비를 이유로 두 후보가 자신들의 대의원을 전당대회에 참석시킬 수 없다고 발표하였다.
- 주드 후보는 웨스트버지니아 경선에서 41%를 득표하였으나 주드 후보의 대의원을 맡겠다는 사람이 없어 전당대회에 자신의 대의원을 참석시키지 못했다.
- 울프 후보는 아칸소 경선에서 42%를 득표하여 19명의 대의원을 전당대회에 참석시킬 수 있었으나 민주당 아칸소주당은 울프 후보가 등록시킨 대의원 후보들이 규정을 충족하지 못한다는 이유로 역시 불허하였다.[1]

이같이 군소 후보들에게 돌아갈 뻔한 대의원 자리들은 오바마 후보 측 대의원 혹은 특정 후보 비지지 대의원들에게 돌아갔다.

## 대의원 선출 경선 결과
| 순회 경선 결과 | 순회 경선 결과      | 순회 경선 결과 | 순회 경선 결과 | 순회 경선 결과 | 순회 경선 결과 |
| 날짜           | 지역                | 오바마         | 기타 후보      | 무소속/당연직  | 합계           |
| -------------- | ------------------- | -------------- | -------------- | -------------- | -------------- |
| 1월 3일        | 아이오와            | 54             |                | 11             | 65             |
| 1월 10일       | 뉴햄프셔            | 28             |                | 7              | 35             |
| 1월 21일       | 네바다              |                |                | 44             | 44             |
| 1월 28일       | 사우스캐롤라이나    | 56             |                | 6              | 62             |
| 1월 31일       | 플로리다            | 276            |                | 24             | 300            |
| 2월 7일        | 미네소타            | 91             |                | 16             | 107            |
| 2월 7일        | 미주리              | 89             |                | 13             | 102            |
| 2월 26일       | 메인                | 31             |                | 6              | 37             |
| 3월 6일        | 오클라호마          | 35             | 10             | 5              | 50             |
| 3월 6일        | 매사추세츠          | 110            |                | 26             | 136            |
| 3월 6일        | 콜로라도            | 72             |                | 14             | 86             |
| 3월 6일        | 오하이오            | 174            |                | 17             | 191            |
| 3월 6일        | 테네시              | 82             |                | 9              | 91             |
| 3월 6일        | 조지아              | 110            |                | 14             | 124            |
| 3월 6일        | 버지니아            | 106            |                | 18             | 124            |
| 3월 6일        | 버몬트              | 18             |                | 9              | 27             |
| 3월 6일        | 미국령 사모아       | 6              |                | 6              | 12             |
| 3월 7일        | 하와이              |                |                | 35             | 35             |
| 3월 13일       | 앨라배마            | 55             |                | 14             | 69             |
| 3월 13일       | 미시시피            | 40             |                | 5              | 45             |
| 3월 13일       | 유타                |                |                | 34             | 34             |
| 3월 20일       | 일리노이            | 189            |                | 26             | 215            |
| 3월 24일       | 루이지애나          | 60             | 4              | 8              | 72             |
| 3월 31일       | 애리조나            | 70             |                | 10             | 80             |
| 4월 3일        | 워싱턴 D.C.         | 22             |                | 23             | 45             |
| 4월 3일        | 메릴랜드            | 94             |                | 30             | 120            |
| 4월 3일        | 위스콘신            | 100            |                | 11             | 111            |
| 4월 10-14일    | 알래스카            | 19             |                | 5              | 24             |
| 4월 14일       | 캔자스              |                |                | 53             | 53             |
| 4월 14일       | 아이다호            | 27             |                | 4              | 31             |
| 4월 14일       | 와이오밍            |                |                | 22             | 22             |
| 4월 15일       | 워싱턴              |                |                | 120            | 120            |
| 4월 24일       | 코네티컷            | 73             |                | 15             | 88             |
| 4월 24일       | 뉴욕                |                |                | 384            | 384            |
| 4월 24일       | 펜실베이니아        | 228            |                | 22             | 250            |
| 4월 24일       | 로드아일랜드        | 32             |                | 8              | 40             |
| 5월 1-6일      | 재외 당원           | 15             |                | 4              | 19             |
| 5월 5일        | 괌                  | 7              |                | 5              | 12             |
| 5월 5일        | 미시간              |                |                | 203            | 203            |
| 5월 8일        | 인디애나            | 96             |                | 9              | 105            |
| 5월 8일        | 노스캐롤라이나      | 104            |                |                | 157            |
| 5월 8일        | 웨스트버지니아      |                |                | 46             | 46             |
| 5월 15일       | 오리건              | 70             |                | 14             | 84             |
| 5월 15일       | 네브래스카          |                |                | 44             | 44             |
| 5월 22일       | 아칸소              | 28             | 19             | 8              | 55             |
| 5월 22일       | 켄터키              | 39             |                | 34             | 73             |
| 5월 29일       | 텍사스              |                |                | 287            | 287            |
| 5월 30일       | 델라웨어            | 23             |                | 10             | 33             |
| 6월 2-3일      | 미국령 버진아일랜드 |                |                | 13             | 13             |
| 6월 3일        | 푸에르토리코        |                |                | 67             | 67             |
| 6월 5일        | 캘리포니아          | 547            |                | 62             | 609            |
| 6월 5일        | 몬태나              | 24             |                | 7              | 31             |
| 6월 5일        | 뉴저지              | 153            |                | 19             | 172            |
| 6월 5일        | 뉴멕시코            | 39             |                | 11             | 50             |
| 합계           | 합계                | 3,514          | 33             | 2,005          | 5,552          |

## 전당대회
민주당은 9월 4일부터 9월 6일까지 사흘 동안 전당대회를 개최하였다. 정강정책 채택 및 대통령 후보 선출은 9월 5일, 부통령 후보 선출은 9월 6일 각각 실시되었다. 대회는 대통령 후보 선출을 위해 주별로 대의원단을 호명하여 투표 결과를 보고 받았는데, 그 결과 버락 오바마 대통령이 최고 득표를 한 것으로 나타났다. 그러나 투표 결과 보고 직후 단상에 오른 안토니오 빌라라이고사 전당대회 의장은 오바마 후보를 만장일치로 추대할 것을 제의하였고, 대의원들이 이를 받아들여 오바마 후보는 투표에 의하여 선출되는 것이 아니라 만장일치로 추대를 받는 형식으로 민주당의 대선 후보에 선출되었다. 다음날 부통령 후보 선출 역시 조 바이든 후보를 만장일치로 추대하는 형식으로 진행되었다.
| 대의원 투표 결과    | 대의원 투표 결과 | 대의원 투표 결과 | 대의원 투표 결과 |
| 대의원단            | 오바마           | 기권             | 합계             |
| ------------------- | ---------------- | ---------------- | ---------------- |
| 앨라배마            | 69               |                  | 69               |
| 알래스카            | 24               |                  | 24               |
| 미국령 사모아       | 12               |                  | 12               |
| 애리조나            | 77               | 3                | 80               |
| 아칸소              | 55               |                  | 55               |
| 캘리포니아          | 609              |                  | 609              |
| 콜로라도            | 82               | 4                | 86               |
| 코네티컷            | 88               |                  | 88               |
| 델라웨어            | 33               |                  | 33               |
| 재외 당원           | 18.5             | 0.5              | 19               |
| 워싱턴 D.C.         | 45               |                  | 45               |
| 플로리다            | 296              | 4                | 300              |
| 조지아              | 121              | 3                | 124              |
| 괌                  | 12               |                  | 12               |
| 하와이              | 35               |                  | 35               |
| 아이다호            | 31               |                  | 31               |
| 일리노이            | 196              | 19               | 215              |
| 인디애나            | 101              | 4                | 105              |
| 아이오와            | 62               | 3                | 65               |
| 캔자스              | 51               | 2                | 53               |
| 켄터키              | 72               | 1                | 73               |
| 루이지애나          | 55               | 17               | 72               |
| 메인                | 35               | 2                | 37               |
| 메릴랜드            | 124              |                  | 124              |
| 매사추세츠          | 128              | 8                | 136              |
| 미시간              | 203              |                  | 203              |
| 미네소타            | 107              |                  | 107              |
| 오하이오            | 188              | 3                | 191              |
| 미시시피            | 45               |                  | 45               |
| 미주리              | 99               | 3                | 102              |
| 몬태나              | 30               | 1                | 31               |
| 네브래스카          | 43               | 1                | 44               |
| 뉴햄프셔            | 35               |                  | 35               |
| 네바다              | 43               | 1                | 44               |
| 뉴저지              | 172              |                  | 172              |
| 뉴멕시코            | 48               | 2                | 50               |
| 뉴욕                | 384              |                  | 384              |
| 노스캐롤라이나      | 152              | 5                | 157              |
| 노스다코타          | 25               | 2                | 27               |
| 오클라호마          | 49               | 1                | 50               |
| 오리건              | 84               |                  | 84               |
| 펜실베이니아        | 242              | 8                | 250              |
| 푸에르토리코        | 66               | 1                | 67               |
| 로드아일랜드        | 35               | 5                | 40               |
| 사우스캐롤라이나    | 62               |                  | 62               |
| 사우스다코타        | 29               |                  | 29               |
| 테네시              | 90               | 1                | 91               |
| 텍사스              | 282              | 5                | 287              |
| 유타                | 32               | 2                | 34               |
| 버몬트              | 27               |                  | 27               |
| 미국령 버진아일랜드 | 12               | 1                | 13               |
| 버지니아            | 118              | 6                | 124              |
| 워싱턴              | 114              | 6                | 120              |
| 웨스트버지니아      | 44               | 3                | 47               |
| 위스콘신            | 111              |                  | 111              |
| 와이오밍            | 22               |                  | 22               |
| 합계                | 5,424.5          | 127.5            | 5,552            |

## 같이 보기
- 2016년 미국 대통령 선거 민주당 후보 경선